# Symplecis laticincta
Symplecis laticincta là một loài tò vò trong họ Ichneumonidae.